# Leon Walaszek
Leon Walaszek (ur. 5 marca 1915 w Ochędzynie k. Wieruszowa, zm. 2 października 1996 w Kutnie - Woźniakowie) – SDB, kapłan Zgromadzenia Salezjańskiego. 

## Życiorys
Urodził się w ubogiej rodzinie Ignacego Walaszek i Wiktorii z domu Jastrowicz. W roku 1937 rozpoczął swoją formację zakonną wstępując do nowicjatu salezjanów w Czerwińsku nad Wisłą. Dalsze etapy jego życia zakonnego to Marszałki, Sokołów Podlaski oraz Kraków, gdzie został 27 maja 1945 wyświęcony na kapłana.
Następnie był katechetą w Sokołowie Podlaskim oraz Lądzie nad Wartą (1945-1949). Kolejne lata pracy ks. Walaszka związane były z ważnymi funkcjami w strukturach duszpasterskich prowincji salezjańskiej: był dyrektorem wspólnoty zakonnej w Sokołowie Podlaskim (1949-1958), magistrem nowicjatu w Czerwińsku nad Wisłą (1958-1963) oraz dyrektorem wspólnoty w Lutomiersku (1963-1965). W roku 1965 objął funkcję proboszcza parafii pw. św. Teresy w Łodzi pełniąc jednocześnie funkcję dyrektora tamtejszej wspólnoty zakonnej. W roku 1974 objął funkcję proboszcza bazyliki pw. NSJ w Warszawie, którą sprawował do roku 1980. Ostatnie 16 lat spędził w Kutnie - Woźniakowie jako spowiednik kleryków - studentów filozofii oraz miejscowych wiernych. Był też w tym czasie duchowym opiekunem Sióstr Sodalicji „Jedność”, dla których opracowywał modlitewniki oraz napisał konstytucje zakonne. 
Napisał też kilka książek religijnych, z których najbardziej znaną jest książka ascetyczna „U źródeł Bożej miłości”.
Został pochowany na miejscowym cmentarzu parafialnym.